# Liste des communes riveraines de la Seine
Cet article concerne les communes baignées par le fleuve. Pour les communes de l'ancien département de la Seine, voir liste des communes de la Seine.
Cet article recense les communes françaises riveraines de la Seine, classées par département depuis la source jusqu'à l'embouchure.
Selon SANDRE, la Seine traverse treize départements et trois cent trente-trois communes.

## Côte-d'Or
Source-Seine,
Chanceaux,
Billy-lès-Chanceaux,
Oigny,
Poiseul-la-Ville-et-Laperrière,
Baigneux-les-Juifs,
Orret,
Duesme,
Quemigny-sur-Seine,
Bellenod-sur-Seine,
Saint-Marc-sur-Seine,
Brémur-et-Vaurois,
Aisey-sur-Seine,
Nod-sur-Seine,
Chamesson,
Ampilly-le-Sec,
Buncey,
Châtillon-sur-Seine,
Sainte-Colombe-sur-Seine,
Étrochey,
Montliot-et-Courcelles,
Vix,
Villers-Patras,
Pothières,
Charrey-sur-Seine,
Noiron-sur-Seine,
Gomméville.

## Aube
Mussy-sur-Seine,
Plaines-Saint-Lange,
Courteron,
Gyé-sur-Seine,
Neuville-sur-Seine,
Buxeuil,
Polisy,
Polisot,
Merrey-sur-Arce,
Bar-sur-Seine,
Bourguignons,
Virey-sous-Bar,
Courtenot,
Fouchères,
Chappes,
Villemoyenne,
Saint-Parres-lès-Vaudes,
Clérey,
Saint-Thibault,
Verrières,
Buchères,
Bréviandes,
Saint-Julien-les-Villas,
Saint-Parres-aux-Tertres,
Troyes,
Pont-Sainte-Marie,
Lavau,
La Chapelle-Saint-Luc,
Sainte-Maure,
Barberey-Saint-Sulpice,
Saint-Lyé,
Payns,
Chauchigny,
Savières,
Rilly-Sainte-Syre,
Saint-Mesmin,
Vallant-Saint-Georges,
Droupt-Sainte-Marie,
Méry-sur-Seine,
Saint-Oulph,
Maizières-la-Grande-Paroisse,
Romilly-sur-Seine,
Périgny-la-Rose,
Crancey,
Pont-sur-Seine,
Marnay-sur-Seine,
Nogent-sur-Seine,
Le Mériot,
La Motte-Tilly,
Courceroy.

## Marne
Clesles,
Saint-Just-Sauvage,
Marcilly-sur-Seine,
Conflans-sur-Seine,
Esclavolles-Lurey.

## Seine-et-Marne
Melz-sur-Seine,
Villiers-sur-Seine,
Noyen-sur-Seine,
Grisy-sur-Seine,
Villenauxe-la-Petite,
Jaulnes,
Bray-sur-Seine,
Mouy-sur-Seine,
Mousseaux-lès-Bray,
Saint-Sauveur-lès-Bray,
Bazoches-lès-Bray,
Vimpelles,
Balloy,
Gravon,
Châtenay-sur-Seine,
La Tombe,
Marolles-sur-Seine,
Saint-Germain-Laval,
Montereau-Fault-Yonne,
Varennes-sur-Seine,
La Grande-Paroisse,
Vernou-la-Celle-sur-Seine,
Saint-Mammès,
Moret-Loing-et-Orvanne,
Champagne-sur-Seine,
Thomery,
Samoreau,
Avon,
Vulaines-sur-Seine,
Héricy,
Samois-sur-Seine,
Fontaine-le-Port,
Bois-le-Roi,
Chartrettes,
Livry-sur-Seine,
La Rochette,
Vaux-le-Pénil,
Melun,
Le Mée-sur-Seine,
Dammarie-les-Lys,
Boissettes,
Boissise-la-Bertrand,
Boissise-le-Roi,
Seine-Port,
Saint-Fargeau-Ponthierry,
Nandy.

## Essonne
Le Coudray-Montceaux,
Morsang-sur-Seine,
Saintry-sur-Seine,
Corbeil-Essonnes,
Saint-Pierre-du-Perray,
Saint-Germain-lès-Corbeil,
Étiolles,
Évry-Courcouronnes,
Soisy-sur-Seine,
Ris-Orangis,
Grigny,
Viry-Châtillon,
Draveil,
Juvisy-sur-Orge,
Athis-Mons,
Vigneux-sur-Seine.

## Val-de-Marne
Ablon-sur-Seine,
Villeneuve-le-Roi,
Villeneuve-Saint-Georges,
Orly,
Choisy-le-Roi,
Vitry-sur-Seine,
Alfortville,
Ivry-sur-Seine,
Charenton-le-Pont.

## Paris
13e, 12e, 5e, 4e, 6e, 1er, 7e, 8e, 16e et 15e arrondissements de Paris.

## Hauts-de-Seine
Issy-les-Moulineaux,
Meudon,
Boulogne-Billancourt,
Sèvres,
Saint-Cloud,
Suresnes,
Puteaux,
Neuilly-sur-Seine,
Courbevoie,
Levallois-Perret,
Asnières-sur-Seine,
Clichy,
Villeneuve-la-Garenne,
Gennevilliers,
Colombes,
Nanterre,
Rueil-Malmaison.

## Seine-Saint-Denis
Saint-Ouen-sur-Seine,
Saint-Denis,
L'Île-Saint-Denis,
Épinay-sur-Seine.

## Val-d'Oise
Argenteuil,
Bezons,
Cormeilles-en-Parisis,
La Frette-sur-Seine,
Herblay-sur-Seine,
Vétheuil,
Haute-Isle,
La Roche-Guyon.

## Yvelines
Carrières-sur-Seine,
Chatou,
Croissy-sur-Seine,
Bougival,
Louveciennes,
Le Port-Marly,
Le Pecq,
Montesson,
Le Mesnil-le-Roi,
Sartrouville,
Maisons-Laffitte,
Achères,
Conflans-Sainte-Honorine,
Andrésy,
Carrières-sous-Poissy,
Poissy,
Villennes-sur-Seine,
Médan,
Triel-sur-Seine,
Verneuil-sur-Seine,
Vaux-sur-Seine,
Meulan-en-Yvelines,
Les Mureaux,
Hardricourt,
Mézy-sur-Seine,
Flins-sur-Seine,
Juziers,
Aubergenville,
Gargenville,
Épône,
Mézières-sur-Seine,
Issou,
Porcheville,
Guerville,
Mantes-la-Ville,
Limay,
Mantes-la-Jolie,
Follainville-Dennemont,
Rosny-sur-Seine,
Guernes,
Rolleboise,
Méricourt,
Saint-Martin-la-Garenne,
Mousseaux-sur-Seine,
Moisson,
Gommecourt,
Freneuse,
Bonnières-sur-Seine,
Bennecourt,
Notre-Dame-de-la-Mer,
Limetz-Villez.

## Eure
Giverny,
Vernon,
Saint-Marcel,
Pressagny-l'Orgueilleux,
La Chapelle-Longueville,
Notre-Dame-de-l'Isle,
Saint-Pierre-la-Garenne,
Port-Mort,
Gaillon,
Le Val d'Hazey,
Courcelles-sur-Seine,
Villers-sur-le-Roule,
Bouafles,
Vézillon,
Les Andelys,
Le Thuit,
Les Trois Lacs,
La Roquette,
Muids,
Heudebouville,
Vironvay,
Saint-Pierre-du-Vauvray,
Andé,
Val-de-Reuil (enclave),
Herqueville,
Porte-de-Seine,
Connelles,
Vatteville,
Amfreville-sous-les-Monts,
Poses,
Pîtres,
Val-de-Reuil (enclave),
Le Manoir,
Les Damps,
Alizay,
Igoville,
Pont-de-l'Arche,
Criquebeuf-sur-Seine,
Martot,
Caumont,
Barneville-sur-Seine,
Le Landin,
Aizier,
Vieux-Port,
Trouville-la-Haule,
Saint-Aubin-sur-Quillebeuf,
Quillebeuf-sur-Seine,
Marais-Vernier,
Saint-Samson-de-la-Roque,
Berville-sur-Mer,
Fatouville-Grestain,
Fiquefleur-Équainville.

## Seine-Maritime
Sotteville-sous-le-Val,
Freneuse,
Saint-Pierre-lès-Elbeuf,
Caudebec-lès-Elbeuf,
Elbeuf,
Saint-Aubin-lès-Elbeuf,
Orival,
Cléon,
Oissel-sur-Seine,
Tourville-la-Rivière,
Les Authieux-sur-le-Port-Saint-Ouen,
Gouy,
Belbeuf,
Saint-Étienne-du-Rouvray,
Amfreville-la-Mi-Voie,
Sotteville-lès-Rouen,
Bonsecours,
Rouen,
Canteleu,
Le Grand-Quevilly,
Petit-Couronne,
Val-de-la-Haye,
Grand-Couronne,
Hautot-sur-Seine,
Moulineaux,
La Bouille,
Sahurs,
Mauny,
Saint-Pierre-de-Manneville,
Quevillon,
Bardouville,
Saint-Martin-de-Boscherville,
Hénouville,
Saint-Pierre-de-Varengeville,
Berville-sur-Seine,
Duclair,
Anneville-Ambourville,
Le Mesnil-sous-Jumièges,
Yville-sur-Seine,
Jumièges,
Heurteauville,
Le Trait,
Arelaune-en-Seine,
Notre-Dame-de-Bliquetuit,
Rives-en-Seine,
Vatteville-la-Rue,
Norville,
Saint-Maurice-d'Ételan,
Petiville,
Port-Jérôme-sur-Seine,
Lillebonne,
Saint-Jean-de-Folleville,
Tancarville,
La Cerlangue,
Saint-Vigor-d'Ymonville,
Sandouville,
Oudalle,
Rogerville,
Gonfreville-l'Orcher,
Le Havre.

## Calvados
Ablon,
La Rivière-Saint-Sauveur,
Honfleur.